# Municipalité régionale de Niagara
La municipalité régionale de Niagara, aussi appelée Région de Niagara, est une municipalité régionale comprenant douze municipalités du sud de l'Ontario au Canada. Au recensement de 2006, un total de 427 421 habitants sont dénombrés.
La région de Niagara est un centre important de l'agriculture et du tourisme au Canada. Le secteur agricole le plus important dans la région de Niagara est la viticulture, ou fabrication du vin. La route du vin de l'Ontario, qui relie les visiteurs aux douzaines de chais, est une destination touristique grandissante alors que la renommée internationale de Niagara Falls est l'une des principales attractions touristiques du Canada. Avec le Shaw Festival, ayant lieu annuellement à Niagara-on-the-Lake, la municipalité régionale de Niagara reçoit plus de 12 millions de visiteurs chaque année.

## Géographie

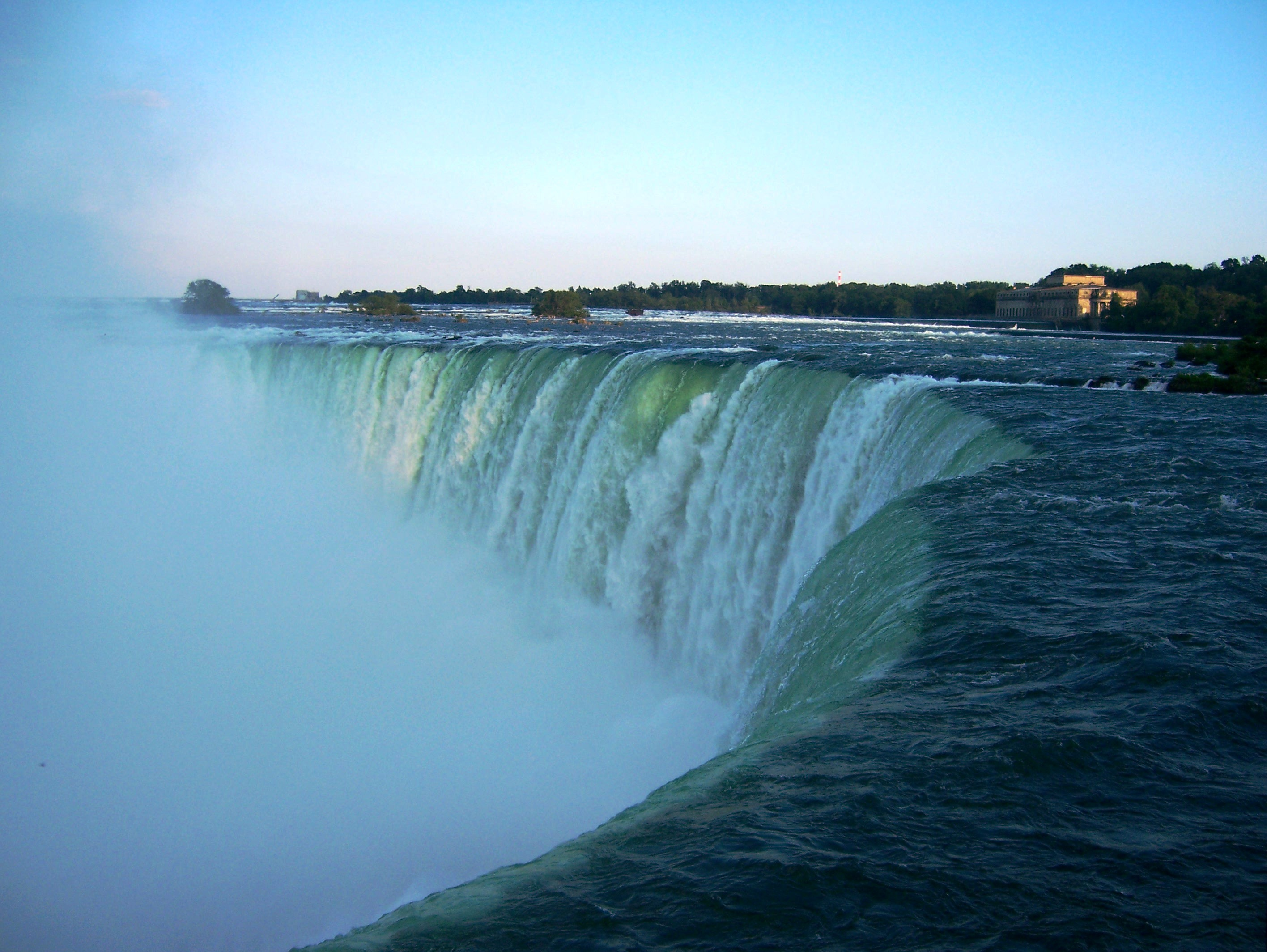
Chutes du Niagara.

La région occupe la plus grande partie de la péninsule du Niagara. Sa frontière orientale — avec les États-Unis — est la rivière Niagara, sur laquelle se trouvent les chutes du Niagara. Elle est bordée au nord par le lac Ontario et au sud par le lac Érié.

### Villes (Cities)
- Niagara Falls
- Port Colborne
- Saint Catharines
- Thorold
- Welland

### Villages (Towns)
- Fort Érié
- Grimsby
- Lincoln
- Niagara-on-the-Lake
- Pelham

### Cantons (Townships)
- Wainfleet
- West Lincoln

Dans l'ensemble, la région a une superficie de 1850 kilomètres carrés. Le centre administratif régional est à Thorold, où le conseil régional de Niagara se rencontre.